# Tornall
Un tornall és una antiga mesura superficial agrària emprada a l'illa d'Eivissa corresponent a una porció quadrada de terreny de 30 passes de cada costat, que donen una superfície de 900 passes quadrades, equivalents a 550 m².